# Grouvellinus leonardodicaprioi
Grouvellinus leonardodicaprioi – gatunek chrząszcza z rodziny osuszkowatych (Elmidae), występujący w rejonie rzeki Maliau w malezyjskiej części Borneo, odkryty przez ekspedycję kierowaną przez dr Ivę Njunjić i opisany w 2018 r. w czasopiśmie „ZooKeys”. Nazwany na cześć aktora Leonarda DiCaprio, który założył fundację Leonardo DiCaprio Foundation zajmującą się ochroną zagrożonych ekosystemów i dbaniem o bioróżnorodność.